# Zwiernik (łącznik elektryczny)
Zwiernik (ang. short-circuiting device) – załącznik przeznaczony do zwierania torów prądowych głównych ze sobą lub z torami prądowymi uziemiającymi.
Zwierniki są łącznikami elektrycznymi przeznaczonymi do inicjowania samoczynnego wyłączenia linii zasilającej pracujących w układzie blokowym, spowodowanego jednofazowym załączeniem na zwarcie z ziemią. Spotykane są sporadycznie w układach blokowych i układach mostkowych sieci 110 kV. 
Zwierniki trójfazowe mogą być stosowane w stacjach elektroenergetycznych w niektórych konstrukcjach rozdzielnic SN zamiast uziemników. Dotyczy to zwłaszcza rozdzielnic realizowanych w układzie z pojedynczym, sekcjonowanym systemem szyn zbiorczych, składających się z co najmniej dwóch szaf, umieszczonych w osobnych pomieszczeniach. Wówczas często ze względów bezpieczeństwa instaluje się zwierniki, które oprócz swojej funkcji, spełniają rolę odłącznika, tworząc bezpieczną i widoczną przerwę izolacyjną.
Ze względu na wymaganą szybkość działania zwierniki wyposaża się w napędy sprężynowe zasobnikowe.
W wykonaniu normalnym są przystosowane do pracy w napowietrznych urządzeniach rozdzielczych prądu przemiennego o skutecznie uziemionym punkcie neutralnym. Zwierniki mają konstrukcję jednoprzerwową o siecznym ruchu noży. W górnej części izolatora jest zamocowany styk stały oraz sworzeń przeznaczony do połączenia z jedną fazą linii. Zwiernik w stanie otwartym ma napiętą sprężynę załączającą. Zamknięcie zwiernika następuje w wyniku odryglowania zamka pod wpływem wyzwalaczy współpracujących z układem zabezpieczeń lub przez mechaniczne działanie na odpowiedni przycisk po otwarciu skrzynki osłonowej. 

## Dane znamionowe
Dane katalogowe zwierników produkcji krajowej podają między innymi:
- Napięcie znamionowe
- Prąd załączalny
- Czas zamykania zwiernika